# Julius Kuhlman
Julius Kuhlman, född 1735, död 19 april 1817, var en svensk kontrabasist och oboist.

## Biografi
Kuhlman anställdes i Pommern 1759 som hautboist vid Österbottens infanteriregemente som han följde med till Sverige 1762.
Han antogs som hautboist vid Svea livgarde 1768 och engagerades som kontrabasist vid Kungliga Hovkapellet 1773.
1788 avskedades Kuhlman från livgardet och 1792 från Hovkapellet efter att ha blivit blind tre år tidigare.
Han var far till sångerskan och skådespelerskan Carolina Kuhlman.